# Zuid-Korea op het wereldkampioenschap voetbal 2014
Zuid-Korea was een van de deelnemende landen aan het wereldkampioenschap voetbal 2014 in Brazilië. Het was de negende deelname voor het land. Hong Myung-bo nam als bondscoach voor het eerst deel aan het WK, als speler was hij er al bij in 1990, 1994, 1998 en 2002. Zuid-Korea werd in de eerste ronde uitgeschakeld na nederlagen tegen België en Algerije, en een gelijkspel tegen Rusland.

## Kwalificatie

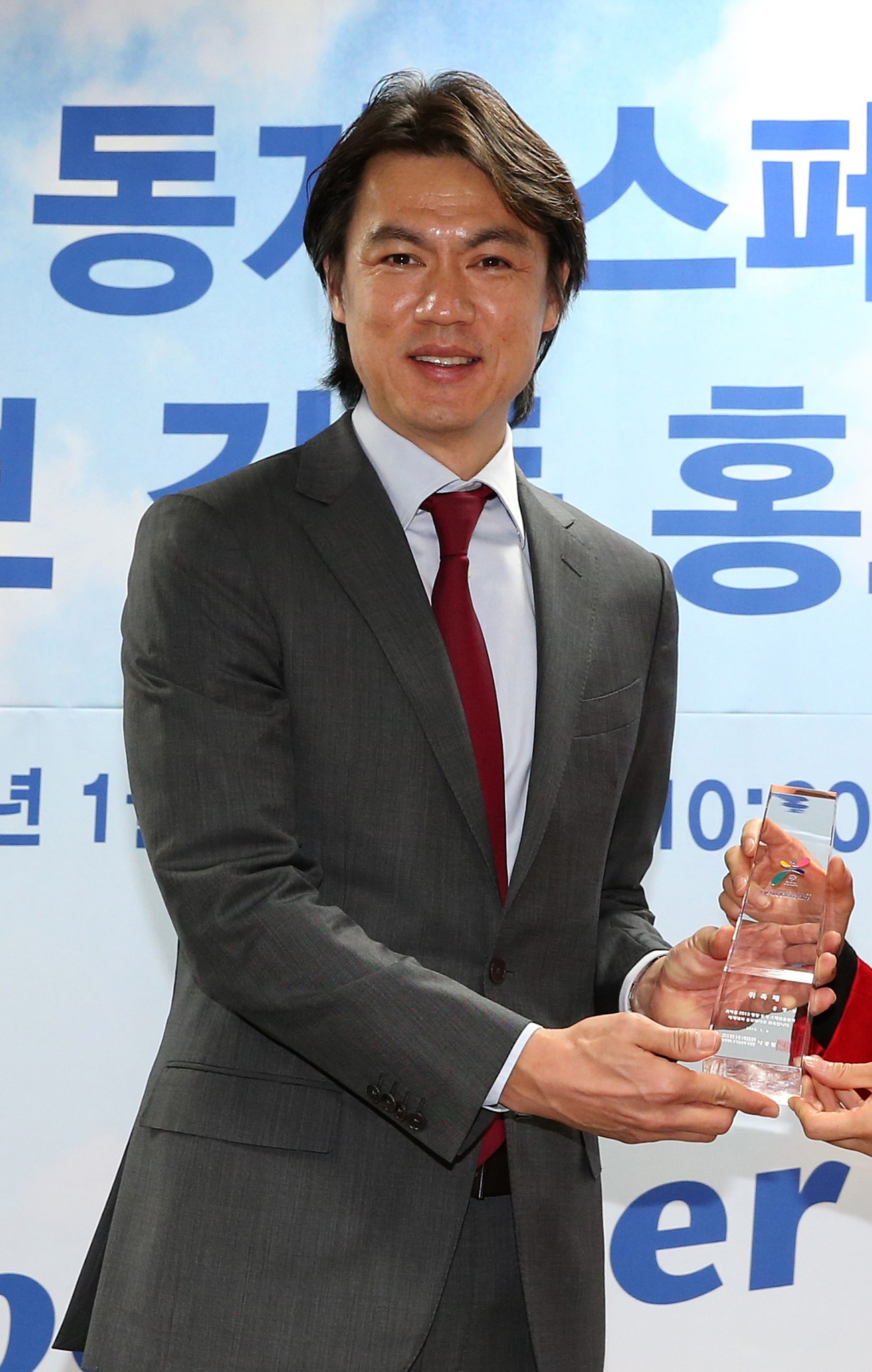
Hong Myung-bo werd na de kwalificatiecampagne benoemd als bondscoach.

Zuid-Korea ging onder bondscoach Choi Kang-Hee van start in de derde ronde van de Aziatische kwalificatiecampagne voor het wereldkampioenschap. Het land kwam terecht in Groep B, samen met Libanon, Koeweit en de Verenigde Arabische Emiraten.
Het elftal begon op 2 september 2011 met een klinkende thuiszege tegen Libanon. Het werd 6-0 na onder meer een hattrick van Park Chu-Young. Vier dagen later lieten de Zuid-Koreanen voor het eerst punten liggen. Ze kwamen niet verder dan een 1-1 gelijkspel tegen Koeweit. Park was opnieuw trefzeker voor zijn land. Nadien volgde een dubbele confrontatie met de Verenigde Arabische Emiraten. Voor eigen volk werd het 2-1, dankzij een treffer van opnieuw Park en een eigen doelpunt van Al Kamali. Een maand later won het team van trainer Hong ook in Dubai. Het werd 0-2 na goals van Lee Keun-Ho en Park. Op de voorlaatste speeldag verloren de Zuid-Koreanen met 2-1 in Libanon. Door de nederlaag moest Zuid-Korea de eerste plaats delen met de Libanezen. Het team van Choi stelde de kwalificatie veilig door op de laatste speeldag met 2-0 te winnen van Koeweit.
In de vierde ronde werd Zuid-Korea net als Iran, Oezbekistan, Qatar en opnieuw Libanon ondergebracht in Groep A. De Zuid-Koreanen begonnen aan de laatste hindernis op weg naar het WK met twee klinkende zeges. De Aziatische Tijgers wonnen eerst met 1-4 van Qatar en versloegen vervolgens Libanon met 3-0. Nadien presteerde het team van trainer Choi minder goed. Eerst speelde het 2-2 gelijk tegen Oezbekistan, nadien verloor het verrassend van Iran, dat ondanks de uitsluiting van Masoud Shojaei met het kleinste verschil wist te winnen. In de terugronde kende Zuid-Korea opnieuw problemen. Qatar, dat eerder met 1-4 werd verslagen, leek lange tijd met een punt aan de haal te gaan. Maar in de 96e minuut bezorgde Son Heung-Min zijn land alsnog de drie punten door een bal die tegen de deklat botste in doel te tikken. Drie maanden later, in juni 2013, speelde Zuid-Korea 1-1 gelijk tegen Oezbekistan, maar won het nadien wel met het kleinste verschil van Oezbekistan. Daardoor waren de Aziatische Tijgers zeker van deelname aan het WK, hoewel er nog een duel op het programma stond. Op de laatste speeldag moest Zuid-Korea het opnemen tegen Iran, dat nog niet zeker was van deelname. In de aanloop naar de wedstrijd verklaarde Choi dat hij liever Oezbekistan dan Iran naar het WK zag gaan, tot grote ergernis van Carlos Queiroz, de bondscoach van Iran. Queiroz motiveerde zijn team door het trainingsveld vol te hangen met afbeeldingen van Choi. Iran won uiteindelijk met 0-1 na een doelpunt van Reza Ghoochannejhad en wipte zo over Zuid-Korea naar de eerste plaats.
Omdat Zuid-Korea zich met de nodige moeite had gekwalificeerd, besloot Choi na de nederlaag tegen Iran om ontslag te nemen. Niet veel later werd oud-international Hong Myung-bo benoemd als nieuwe bondscoach.

### Kwalificatieduels

#### Derde ronde
| 2 september 2011 | Zuid-Korea                   | 6 – 0 | Libanon                      |
| 6 september 2011 | Koeweit                      | 1 – 1 | Zuid-Korea                   |
| 11 oktober 2011  | Zuid-Korea                   | 2 – 1 | Verenigde Arabische Emiraten |
| 11 november 2011 | Verenigde Arabische Emiraten | 0 – 2 | Zuid-Korea                   |
| 15 november 2011 | Libanon                      | 2 – 1 | Zuid-Korea                   |
| 29 februari 2012 | Zuid-Korea                   | 2 – 0 | Koeweit                      |

#### Stand groep B
| # | Land       | AW | W | G | V | Pnt | DV | DT | DS  |
| - | ---------- | -- | - | - | - | --- | -- | -- | --- |
| 1 | Zuid-Korea | 6  | 4 | 1 | 1 | 13  | 14 | 4  | +10 |
| 2 | Libanon    | 6  | 3 | 1 | 2 | 10  | 10 | 14 | −4  |
| 3 | Koeweit    | 6  | 2 | 2 | 2 | 8   | 8  | 9  | −1  |
| 4 | V.A.E.     | 6  | 1 | 0 | 5 | 3   | 9  | 14 | −5  |

#### Vierde ronde
| 8 juni 2012       | Qatar       | 1 – 4 | Zuid-Korea  |
| 12 juni 2012      | Zuid-Korea  | 3 – 0 | Libanon     |
| 11 september 2012 | Oezbekistan | 2 – 1 | Zuid-Korea  |
| 16 oktober 2012   | Iran        | 1 – 0 | Zuid-Korea  |
| 26 maart 2013     | Zuid-Korea  | 2 – 1 | Qatar       |
| 4 juni 2013       | Libanon     | 1 – 1 | Zuid-Korea  |
| 11 juni 2013      | Zuid-Korea  | 1 – 0 | Oezbekistan |
| 18 juni 2013      | Zuid-Korea  | 0 – 1 | Iran        |

#### Stand groep A
| Geplaatst voor de WK-eindronde     |
| Play-offs tegen nummer 3 groep B   |
| Uitgeschakeld voor de WK-eindronde |

| Nr. | Land        | GW | W | G | V | DV | DT | DS | Ptn |
| --- | ----------- | -- | - | - | - | -- | -- | -- | --- |
| 1   | Iran        | 8  | 5 | 1 | 2 | 8  | 2  | +6 | 16  |
| 2   | Zuid-Korea  | 8  | 4 | 2 | 2 | 13 | 7  | +6 | 14  |
| 3   | Oezbekistan | 8  | 4 | 2 | 2 | 11 | 6  | +5 | 14  |
| 4   | Qatar       | 8  | 2 | 1 | 5 | 5  | 13 | −8 | 7   |
| 5   | Libanon     | 8  | 1 | 2 | 5 | 3  | 12 | −9 | 5   |

## Het wereldkampioenschap
Op 6 december 2013 werd er geloot voor de groepsfase van het WK in Brazilië. Zuid-Korea werd ondergebracht in Groep H en kreeg daardoor Porto Alegre, Cuiabá en São Paulo als speelsteden voor de groepsfase. Ook België, Rusland en Algerije kwamen in Groep H terecht. Op 8 mei 2014 maakte bondscoach Hong zijn selectie bekend.
De FIFA maakte op 13 mei bekend dat de slogan van het Zuid-Koreaans elftal, zichtbaar op de spelersbus, "즐겨라, 대한민국!" is, dat "geniet ervan, Roden!" betekent. De slogan werd door supporters gekozen.

### Uitrustingen
| Thuis | Uit | Doelman |

### Technische staf
| Naam             | Functie        |
| ---------------- | -------------- |
| Technische staf  |                |
| Hong Myung-bo    | Bondscoach     |
| Kim Tae-young    | Assistent      |
| Ton du Chatinier | Assistent      |
| Park Kun-Ha      | Assistent      |
| Kim Bong-Soo     | Keeperstrainer |
| Medische staf    |                |
| Seigo Ikeda      | Fitness coach  |

### Selectie en statistieken
| Nr. | Naam            | Geboortedatum | GW |   |   |   |   |   |   | Club                 | Positie(s) |
| --- | --------------- | ------------- | -- | - | - | - | - | - | - | -------------------- | ---------- |
| 1   | Jung Sung-ryong | 04-01-1985    | 2  | 0 | 0 | 0 | 0 | 0 | 0 | Suwon Bluewings      | GK         |
| 2   | Kim Chang-soo   | 12-09-1985    | 0  | 0 | 0 | 0 | 0 | 0 | 0 | Kashiwa Reysol       | RB, LB     |
| 3   | Yun Suk-young   | 13-02-1990    | 3  | 0 | 0 | 0 | 0 | 0 | 0 | Queens Park Rangers  | LB         |
| 4   | Kwak Tae-hwi    | 08-07-1981    | 0  | 0 | 0 | 0 | 0 | 0 | 0 | Al-Hilal             | CB         |
| 5   | Kim Young-gwon  | 27-02-1990    | 3  | 0 | 0 | 0 | 0 | 0 | 0 | Guangzhou Evergrande | CB, LB     |
| 6   | Hwang Seok-ho   | 27-06-1989    | 1  | 0 | 0 | 0 | 0 | 1 | 0 | Sanfrecce Hiroshima  | CB, RB     |
| 7   | Kim Bo-kyung    | 06-10-1989    | 2  | 0 | 0 | 0 | 0 | 2 | 0 | Cardiff City         | AM, LW, RW |
| 8   | Ha Dae-sung     | 02-03-1985    | 0  | 0 | 0 | 0 | 0 | 0 | 0 | Beijing Guoan        | CM, DM     |
| 9   | Son Heung-min   | 08-07-1992    | 3  | 1 | 1 | 0 | 0 | 0 | 2 | Bayer Leverkusen     | AM, LW, CF |
| 10  | Park Chu-young  | 10-07-1985    | 2  | 0 | 0 | 0 | 0 | 0 | 2 | Watford FC           | CF, AM     |
| 11  | Lee Keun-ho     | 11-04-1985    | 3  | 1 | 0 | 0 | 0 | 3 | 0 | Sangju Sangmu        | CF, LW, RW |
| 12  | Lee Yong        | 24-12-1986    | 3  | 0 | 1 | 0 | 0 | 0 | 0 | Ulsan Hyundai        | RB         |
| 13  | Koo Ja-cheol    | 27-02-1989    | 3  | 1 | 1 | 0 | 0 | 0 | 0 | FSV Mainz 05         | AM, CM     |
| 14  | Han Kook-young  | 19-04-1990    | 3  | 0 | 1 | 0 | 0 | 0 | 2 | Kashiwa Reysol       | DM, CM     |
| 15  | Park Jong-woo   | 10-03-1989    | 0  | 0 | 0 | 0 | 0 | 0 | 0 | Guangzhou R&F        | DM, CM     |
| 16  | Ki Sung-yueng   | 24-01-1989    | 3  | 0 | 1 | 0 | 0 | 0 | 0 | Sunderland           | AM, CM     |
| 17  | Lee Chung-yong  | 02-07-1988    | 3  | 0 | 0 | 0 | 0 | 0 | 1 | Bolton Wanderers     | RW         |
| 18  | Kim Shin-wook   | 14-04-1988    | 2  | 0 | 0 | 0 | 0 | 1 | 1 | Ulsan Hyundai        | CF         |
| 19  | Ji Dong-won     | 28-05-1991    | 2  | 0 | 0 | 0 | 0 | 2 | 0 | FC Augsburg          | CF, LW     |
| 20  | Hong Jeong-ho   | 12-08-1989    | 3  | 0 | 1 | 0 | 0 | 0 | 1 | FC Augsburg          | CB         |
| 21  | Kim Seung-gyu   | 30-08-1990    | 1  | 0 | 0 | 0 | 0 | 0 | 0 | Ulsan Hyundai        | GK         |
| 22  | Park Joo-ho     | 16-01-1987    | 0  | 0 | 0 | 0 | 0 | 0 | 0 | FSV Mainz 05         | LB         |
| 23  | Lee Bum-young   | 02-04-1989    | 0  | 0 | 0 | 0 | 0 | 0 | 0 | Busan IPark          | GK         |

### Wedstrijden
| Nr. | Land       | GW | W | G | V | DV | DT | DS | Ptn |
| --- | ---------- | -- | - | - | - | -- | -- | -- | --- |
| 1.  | België     | 3  | 3 | 0 | 0 | 4  | 1  | +3 | 9   |
| 2.  | Algerije   | 3  | 1 | 1 | 1 | 6  | 5  | +1 | 4   |
| 3.  | Rusland    | 3  | 0 | 2 | 1 | 2  | 3  | −1 | 2   |
| 4.  | Zuid-Korea | 3  | 0 | 1 | 2 | 3  | 6  | −3 | 1   |

| Geplaatst voor de knock-outfase |
| Uitgeschakeld voor Eindronde    |

#### Groepsfase
|                          |               |         |              |                                                                                        |
| 17 juni 2014 18:00 UTC−4 | Rusland       | 1 – 1   | Zuid-Korea   | Arena Pantanal, Cuiabá Toeschouwers: 37.603 Scheidsrechter: Néstor Pitana (Argentinië) |
| 17 juni 2014 18:00 UTC−4 | Kerzjakov 74' | Verslag | 68' Lee K.H. | Arena Pantanal, Cuiabá Toeschouwers: 37.603 Scheidsrechter: Néstor Pitana (Argentinië) |

| Rusland | Zuid-Korea |

| Rusland:       |    |                     |         |
|                |    |                     |         |
| GK             | 1  | Igor Akinfejev      |         |
| RB             | 22 | Andrej Jesjtsjenko  |         |
| CB             | 14 | Vasili Berezoetski  |         |
| CB             | 4  | Sergej Ignasjevitsj |         |
| LB             | 23 | Dmitri Kombarov     |         |
| CM             | 20 | Viktor Fajzoelin    |         |
| DM             | 8  | Denis Gloesjakov    | 72'     |
| CM             | 5  | Joeri Zjirkov       | 71'     |
| RW             | 19 | Aleksandr Samedov   |         |
| CF             | 9  | Aleksandr Kokorin   |         |
| LW             | 17 | Oleg Sjatov         | 49' 59' |
| Wisselspelers: |    |                     |         |
| MF             | 10 | Alan Dzagojev       | 59'     |
| FW             | 11 | Aleksandr Kerzjakov | 71'     |
| MF             | 7  | Igor Denisov        | 72'     |
| Coach:         |    |                     |         |
| Fabio Capello  |    |                     |         |

| Zuid-Korea:    |    |                 |         |
|                |    |                 |         |
| GK             | 1  | Jung Sung-ryong |         |
| RB             | 12 | Lee Yong        |         |
| CB             | 20 | Hong Jeong-ho   | 72'     |
| CB             | 5  | Kim Young-gwon  |         |
| LB             | 3  | Yun Suk-young   |         |
| RM             | 16 | Ki Sung-yong    | 30'     |
| CM             | 14 | Han Kook-young  |         |
| CM             | 17 | Lee Chung-yong  |         |
| LM             | 13 | Koo Ja-cheol    | 90'     |
| CF             | 10 | Park Chu-young  | 56'     |
| CF             | 9  | Son Heung-min   | 13' 84' |
| Wisselspelers: |    |                 |         |
| FW             | 11 | Lee Keun-ho     | 56'     |
| DF             | 6  | Hwang Seok-ho   | 72'     |
| MF             | 7  | Kim Bo-kyung    | 84'     |
| Coach:         |    |                 |         |
| Hong Myung-bo  |    |                 |         |

|                          |                 |         |                                                 |                                                                                               |
| 22 juni 2014 16:00 UTC−3 | Zuid-Korea      | 2 – 4   | Algerije                                        | Estádio Beira-Rio, Porto Alegre Toeschouwers: 42.732 Scheidsrechter: Wilmar Roldán (Colombia) |
| 22 juni 2014 16:00 UTC−3 | Son 50' Koo 72' | Verslag | 26' Slimani 28' Halliche 38' Djabou 62' Brahimi | Estádio Beira-Rio, Porto Alegre Toeschouwers: 42.732 Scheidsrechter: Wilmar Roldán (Colombia) |

| Zuid-Korea | Algerije |

| Zuid-Korea:    |    |                 |         |
|                |    |                 |         |
| GK             | 1  | Jung Sung-ryong |         |
| RB             | 12 | Lee Yong        | 54'     |
| CB             | 20 | Hong Jeong-ho   |         |
| CB             | 5  | Kim Young-gwon  |         |
| LB             | 3  | Yun Suk-young   |         |
| RM             | 16 | Ki Sung-yong    |         |
| CM             | 14 | Han Kook-young  | 69' 78' |
| CM             | 17 | Lee Chung-yong  | 64'     |
| LM             | 13 | Koo Ja-cheol    |         |
| CF             | 10 | Park Chu-young  | 57'     |
| CF             | 9  | Son Heung-min   |         |
| Wisselspelers: |    |                 |         |
| FW             | 18 | Kim Shin-wook   | 57'     |
| FW             | 11 | Lee Keun-ho     | 64'     |
| FW             | 19 | Ji Dong-won     | 78'     |
| Coach:         |    |                 |         |
| Hong Myung-bo  |    |                 |         |

| Algerije:         |    |                     |         |
|                   |    |                     |         |
| GK                | 23 | Raïs M'Bolhi        |         |
| RWB               | 22 | Aïssa Mandi         |         |
| CB                | 12 | Carl Medjani        |         |
| CB                | 2  | Madjid Bougherra    | 67' 89' |
| CB                | 5  | Rafik Halliche      |         |
| LWB               | 6  | Djamel Mesbah       |         |
| RW                | 10 | Sofiane Feghouli    |         |
| CM                | 11 | Yacine Brahimi      | 77'     |
| CM                | 18 | Abdelmoumene Djabou | 73'     |
| LW                | 14 | Nabil Bentaleb      |         |
| CF                | 13 | Islam Slimani       |         |
| Wisselspelers:    |    |                     |         |
| FW                | 9  | Nabil Ghilas        | 73'     |
| MF                | 8  | Mehdi Lacen         | 77'     |
| DF                | 4  | Essaïd Belkalem     | 89'     |
| Coach:            |    |                     |         |
| Vahid Halilhodžić |    |                     |         |

|                          |            |         |                | |
| 26 juni 2014 17:00 UTC−3 | Zuid-Korea | 0 – 1   | België         | Novo Estádio do Corinthians, São Paulo Toeschouwers: 61.397 Scheidsrechter: Ben Williams (Australië) |
| 26 juni 2014 17:00 UTC−3 |            | Verslag | 78' Vertonghen | Novo Estádio do Corinthians, São Paulo Toeschouwers: 61.397 Scheidsrechter: Ben Williams (Australië) |

| Zuid-Korea | België |

| Zuid-Korea:    |    |                |     |
|                |    |                |     |
| GK             | 21 | Kim Seung-gyu  |     |
| RB             | 12 | Lee Yong       |     |
| CB             | 20 | Hong Jeong-ho  | 35' |
| CB             | 5  | Kim Young-gwon |     |
| LB             | 3  | Yun Suk-young  |     |
| RW             | 17 | Lee Chung-yong |     |
| CM             | 14 | Han Kook-young | 46' |
| CM             | 16 | Ki Sung-yong   |     |
| LW             | 9  | Son Heung-min  | 73' |
| AM             | 13 | Koo Ja-cheol   |     |
| CF             | 18 | Kim Shin-wook  | 66' |
| Wisselspelers: |    |                |     |
| FW             | 11 | Lee Keun-ho    | 46' |
| MF             | 7  | Kim Bo-kyung   | 66' |
| FW             | 19 | Ji Dong-won    | 73' |
| Coach:         |    |                |     |
| Hong Myung-bo  |    |                |     |

| België:        |    |                      |     |
|                |    |                      |     |
| GK             | 1  | Thibaut Courtois     |     |
| RB             | 21 | Anthony Vanden Borre |     |
| CB             | 15 | Daniel Van Buyten    |     |
| CB             | 18 | Nicolas Lombaerts    |     |
| LB             | 5  | Jan Vertonghen       |     |
| CM             | 16 | Steven Defour        | 45' |
| CM             | 19 | Mousa Dembélé        | 50' |
| AM             | 8  | Marouane Fellaini    |     |
| RW             | 20 | Adnan Januzaj        | 60' |
| CF             | 11 | Kevin Mirallas       | 88' |
| LW             | 14 | Dries Mertens        | 59' |
| Wisselspelers: |    |                      |     |
| FW             | 17 | Divock Origi         | 59' |
| FW             | 22 | Nacer Chadli         | 60' |
| MF             | 10 | Eden Hazard          | 88' |
| Coach:         |    |                      |     |
| Marc Wilmots   |    |                      |     |

KFA · A-internationals · Selecties · Bondscoaches · Zuid-Koreaans vrouwenelftal · Olympisch elftal · Zuid-Korea U21 · Zuid-Korea U20 · Zuid-Korea U19 · Zuid-Korea U18 · Zuid-Korea U17
1940 – 1949 ·
1950 – 1959 ·
1960 – 1969 ·
1970 – 1979 ·
1980 – 1989 ·
1990 – 1999 ·
2000 – 2009 ·
2010 – 2019 ·
2020 − 2029
WK 1954 · 
WK 1986 · 
WK 1990 · 
WK 1994 · 
WK 1998 · 
WK 2002 · 
WK 2006 · 
WK 2010 · 
WK 2014 · 
WK 2018
OS 1948 ·
OS 1964 ·
OS 1988 ·
OS 1992 ·
OS 1996 ·
OS 2000 ·
OS 2004 ·
OS 2008 ·
OS 2012 ·
OS 2016 ·
OS 2020
1948 ·
1949 ·
1950 · 
1951 · 1952 · 
1953 · 
1954 · 
1955 · 
1956 · 
1957 · 
1958 · 
1959 ·
1960 · 
1961 · 
1962 · 
1963 · 
1964 · 
1965 · 
1966 · 
1967 · 
1968 · 
1969 ·
1970 · 
1971 · 
1972 · 
1973 · 
1974 · 
1975 · 
1976 · 
1977 · 
1978 · 
1979 ·
1980 · 
1981 · 
1982 · 
1983 · 
1984 · 
1985 · 
1986 · 
1987 · 
1988 · 
1989 ·
1990 ·
1991 · 
1992 · 
1993 · 
1994 · 
1995 · 
1996 · 
1997 · 
1998 · 
1999 · 
2000 · 
2001 · 
2002 · 
2003 · 
2004 · 
2005 · 
2006 · 
2007 · 
2008 · 
2009 · 
2010 · 
2011 ·
2012 ·
2013 ·
2014 ·
2015 ·
2016 ·
2017 ·
2018 ·
2019 ·
2020 ·
2021 ·
2022 ·
2023 ·
2024
Afghanistan ·
Algerije ·
Angola ·
Argentinië ·
Australië ·
Bahrein ·
Bangladesh ·
België ·
Bolivia ·
Bosnië en Herzegovina ·
Brazilië ·
Brunei ·
Bulgarije ·
Burkina Faso ·
Cambodja ·
Canada ·
Chili ·
China ·
Colombia ·
Costa Rica ·
Cuba ·
Denemarken ·
Duitsland ·
Ecuador ·
Egypte ·
El Salvador ·
Engeland ·
Filipijnen ·
Finland ·
Frankrijk ·
Georgië ·
Ghana ·
Griekenland ·
Guam ·
Guatemala ·
Haïti ·
Honduras ·
Hongarije ·
Hongkong ·
IJsland ·
India ·
Indonesië ·
Irak ·
Iran ·
Israël ·
Italië ·
Ivoorkust ·
Jamaica ·
Japan ·
Jemen ·
Joegoslavië ·
Jordanië ·
Kameroen ·
Kazachstan ·
Kenia ·
Kirgizië ·
Koeweit ·
Kroatië ·
Laos ·
Letland ·
Libanon ·
Libië ·
Luxemburg ·
Macau ·
Malediven ·
Maleisië ·
Mali ·
Malta ·
Marokko ·
Mexico ·
Moldavië ·
Mongolië ·
Myanmar ·
Nederland ·
Nepal ·
Nieuw-Zeeland ·
Nigeria ·
Noord-Ierland ·
Noord-Korea ·
Noord-Macedonië ·
Noorwegen ·
Oekraïne ·
Oezbekistan ·
Oman ·
Pakistan ·
Palestina ·
Panama ·
Paraguay ·
Peru ·
Polen ·
Portugal ·
Qatar ·
Roemenië ·
Rusland ·
Saoedi-Arabië ·
Schotland ·
Senegal ·
Servië ·
Servië en Montenegro ·
Singapore ·
Slowakije ·
Soedan ·
Spanje ·
Sri Lanka ·
Syrië ·
Tadzjikistan ·
Taiwan ·
Thailand ·
Togo ·
Trinidad en Tobago ·
Tsjechië ·
Tunesië ·
Turkije ·
Turkmenistan ·
Uruguay ·
Venezuela ·
Verenigde Arabische Emiraten ·
Verenigde Staten ·
Vietnam ·
Wales ·
Wit-Rusland ·
Zambia ·
Zuid-Jemen ·
Zuid-Vietnam ·
Zweden ·
Zwitserland
Algerije (2014) · 
Australië (2015, 2) ·
België (2014) · 
Duitsland (2018) · 
Frankrijk (2006) · 
Griekenland (2010) ·
Mexico (2018) ·
Nigeria (2010) · 
Portugal (2022) · 
Rusland (2014) · 
Togo (2006) · 
Zweden (2018) ·
Zwitserland (2006)